# Huadu (Taïwan)
Indépendance de la République de Chine, abrégée en chinois par Huadu, est une doctrine portant sur le statut de Taïwan qui postule que l'île de Taïwan et les territoires périphériques (archipels et îles) forment un État souverain, distinct de la République populaire de Chine.
Les partisans de Huadu rejettent le principe d’une seule Chine, reconnaissant à la place :
1. l'existence d'une nation taïwanaise ayant pour nom officiel République de Chine pour des raisons uniquement historiques, et/ou ;
2. la poursuite du principe qui reconnaît l'existence de facto de deux États portant le nom de Chine qui coexistent au sein d'une nation unitaire, et revendiquant de jure, plutôt que dans les faits, la souveraineté sur l'ensemble du territoire chinois.

Cette doctrine politique a pour effet de maintenir l'ambiguïté juridique existant sur le statut politique de Taïwan, ce qui permet à la RPC de toujours considérer l'île comme le gouvernement républicain en exil.
Un deuxième courant traverse le mouvement nationaliste taïwanais, celui du Taidu (chinois traditionnel : 臺獨 ; chinois simplifié : 台獨 ; pinyin : tái dú), abréviation syllabique de la locution indépendance de Taïwan (chinois traditionnel : 臺灣獨立運動 ; chinois simplifié : 台湾独立运动 ; pinyin : Táiwān dúlì yùndòng). Il propose une rupture plus radicale avec le statu quo en faisant une déclaration formelle d'indépendance pour officiellement créer la République de Taïwan.
Le Huadu est la solution privilégiée par le Parti démocrate progressiste (DPP), même si avant 1996, le DPP était plus favorable à Taidu que Huadu. Aujourd'hui, le Taidu est davantage porté par ses partenaires comme le Parti de la construction de l'État de Taiwan et l'Union de solidarité de Taïwan, favorables à une véritable indépendance.
Cela n'empêche pas certains partisans du huadu, comme Lai Ching-te, de soutenir que la République de Chine est déjà indépendante de fait. Ils considèrent le huadu comme un moyen efficace d'affirmer l'indépendance de l'île sans aggraver les tensions avec la RPC,
Certains politiciens du Kuomintang (KMT) soutiennent le Huadu, qu'ils ont été les premiers à porter. Cependant, s'ils s'opposent au principe « un pays, deux systèmes » en tant qu'étape vers la réunification, ils refusent l'adoption de nouvelles mesures vers l'indépendance de jure,. Si l'ancien président du KMT Johnny Chiang, aujourd'hui membre de la coalition pan-bleue, s'oppose au maintien du consensus de 1992, 80% des membres de son parti continuent de le soutenir.